# Dorota Wilk
Pour les articles homonymes, voir Wilk.
Dorota Wilk est une ancienne joueuse de volley-ball polonaise née le 28 avril 1988. Elle mesure 1,78 m et jouait au poste de passeuse. Sa sœur ainée Agata Babicz (Agata Wilk) est également joueuse de volley-ball. 

## Clubs
| Club                   | De        | À         |
| ---------------------- | --------- | --------- |
| KPSK Stal Mielec       | 2005-2006 | 2007-2008 |
| Szóstka Biłgoraj       | 2008-2009 | 2008-2009 |
| KPSK Stal Mielec       | 2009-2010 | 2010-2011 |
| Atom Trefl Sopot       | 2011-2012 | 2012-2013 |
| BKS Stal Bielsko-Biała | 2013-2014 | 2014-2015 |
| PTPS Piła              | 2015-2016 | 2015-2016 |
| MKS Muszyna            | 2016-2017 | 2016-2017 |
| PTPS Piła              | 2017-2018 | 2017-2018 |

## Palmarès
- Championnat de Pologne
  - Vainqueur : 2012, 2013.
- Coupe de Pologne
  - Finaliste : 2012, 2013.
- Supercoupe de Pologne
  - Finaliste : 2012.